# Sint-Annakapel (Antwerpen)

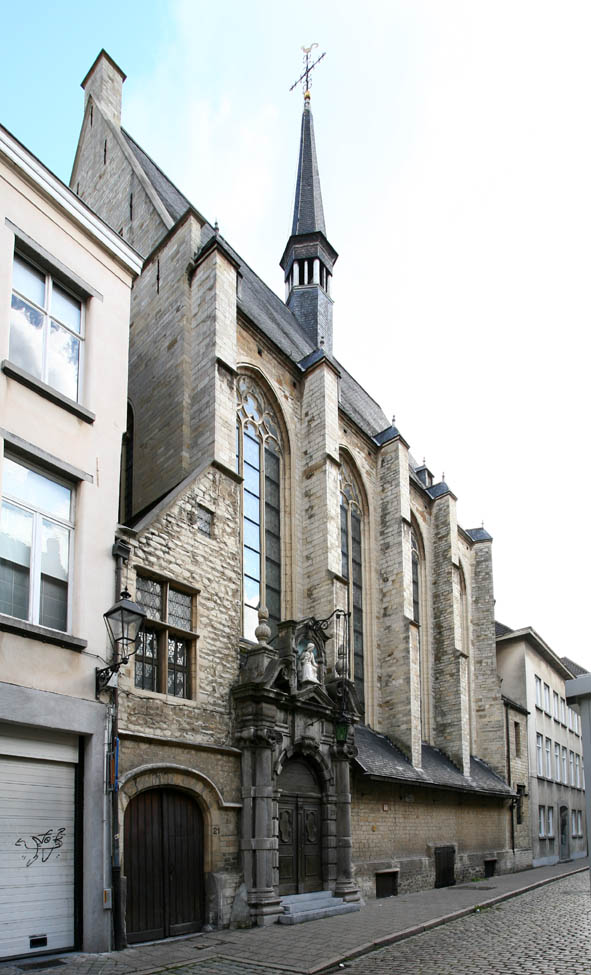
Sint-Annakapel

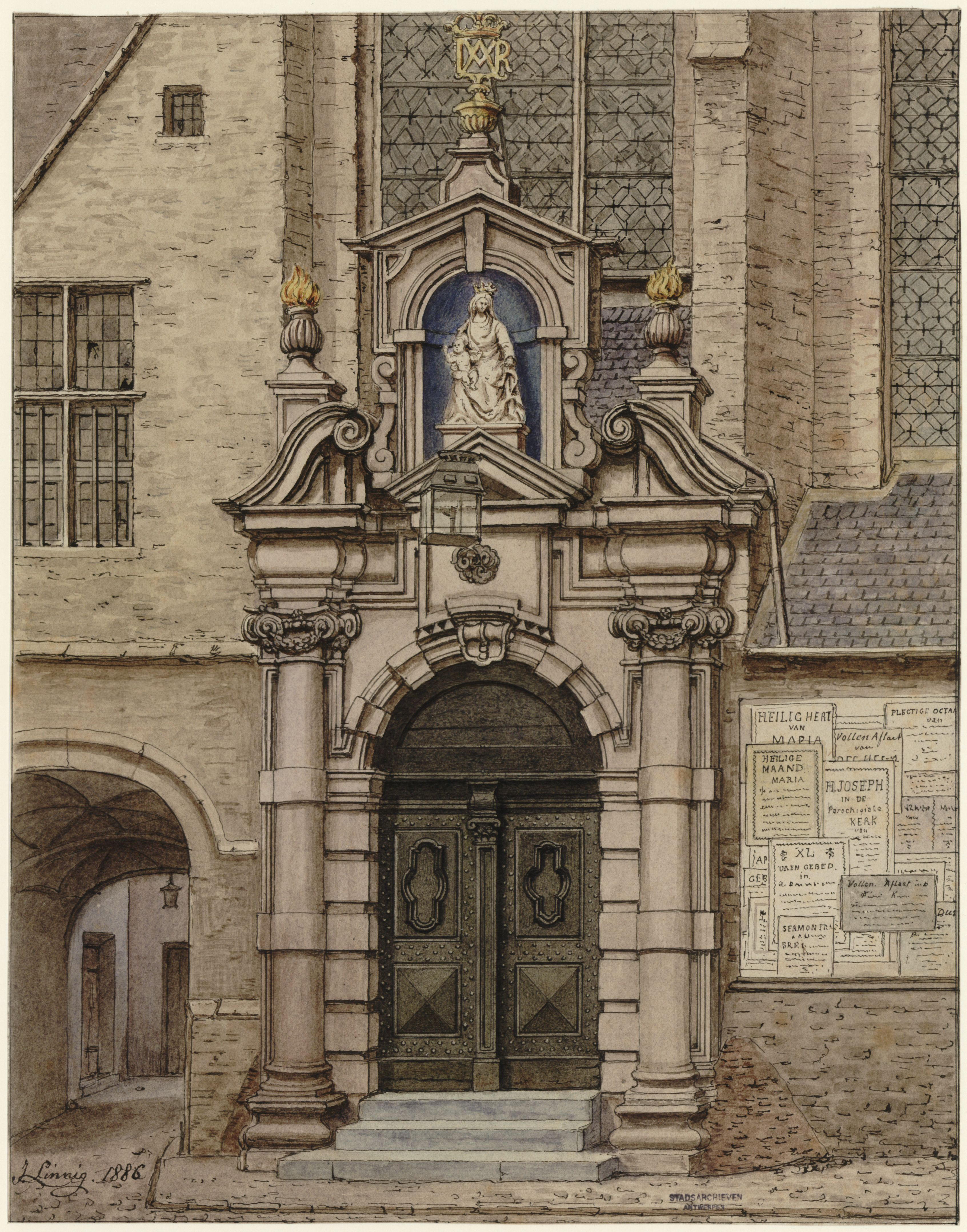
Barokportaal

De Sint-Annakapel (ook: Keizerskapel, Kapel Onze-Lieve-Vrouwe-Geboorte, Klooster van de Witte Paters) is een Brabantse laat-gotische kapel in de Antwerpen, gelegen aan Keizerstraat 23.

## Geschiedenis
In 1513-1514 werd de kapel gebouwd door het Droogscheerdersgilde dat hiervoor in 1510 en 1512 twee aanpalende huizen verwierf in de Keizerstraat.
Van 1578 tot 1585 werd de kapel door de Lutheranen gebruikt. 
Van 1625 tot 1648 was het een parochiekerk voor de Sint-Willibrordusparochie.
Tussen 1670 en 1680 werd de kapel overwelfd met stergewelven in laatgotische stijl. Er kwam een marmeren vloer en een nieuw doksaal. In 1681 werd een portaal in barokstijl toegevoegd. Ook het barokke kerkmeubilair is van de tweede helft van de 17e eeuw.
In 1794 werd de kapel gesloten en in 1797-1798 openbaar verkocht, maar vanaf 1800 werd hij weer voor de eredienst gebruikt.
Uit het laatste kwart van de 19de eeuw dateren de glas-in-loodramen en de wandschilderingen in neogotische stijl door Leopold Pluys en Edward Steyaert.
In 1899 werd de kapel eigendom van de Witte Paters. Zij bouwden achter de kapel in 1900-1901 een nieuw klooster. 
In 1989 werd de kapel aangekocht door de European University en gerestaureerd (onder leiding van de architect Rutger Steenmeijer) om in 1994 in gebruik te worden genomen. 
In 1998 - bij de stopzetting van de European University - ging de kapel over in privé-bezit.

## Gebouw
Het betreft een kleine georiënteerde zaalkerk met de zijgevel naar de straatzijde gekeerd. Het kerkje is gebouwd in zandsteen met blauwe natuursteen voor het portaal. Als klokkentoren is een zeskante dakruiter aanwezig.

## Interieur
De preekstoel van Pieter II Verbruggen, met een personificatie van de Kerk, medaillons van de Salvator Mundi, de heiligen Petrus en Paulus en putti, dateert van 1689-1691.
Het hoofdaltaar van Hendrik Hynderick en Cornelis Van Nerven uit 1653, is een in marmer beschilderd houten portiekaltaar met Korinthische zuilen. In de nis boven het kroonstuk een Salvator Mundi toegeschreven aan Artus Quellinus de Jonge, geflankeerd door engelen.
De communiebank is eind 17e eeuw; de biechtstoelen aan de noordzijde zijn van 1657-1658 en die aan de zuidzijde van het 2e kwart van de 18e eeuw.
Henri Mondt-Groenewout (?-1868) vervaardigde in 1864 het orgel, ter vervanging van het orgel door Hans Goltfuss uit 1649.
Het gestoelte is van 1790.
Toegeschreven aan Jan Van den Cruys zijn diverse heiligenbeelden (1638-1649); een Johannes de Doper en een Petrus, in hout, zijn van omstreeks 1680. 
In de eerste helft van de 18e eeuw werd een reliekschrijn voor Sint-Liborius vervaardigd. Verdere kunstwerken zijn 19e-eeuws.